# Торе Каравицкија (Фрозиноне)
Торе Каравицкија је насеље у Италији у округу Фрозиноне, региону Лацио.
Према процени из 2011. у насељу је живело 228 становника. Насеље се налази на надморској висини од 674 м.